# 克雷格鎮區 (印地安納州瑞士縣)
克雷格鎮區（英語：Craig Township）是位於美國印地安納州瑞士縣的一個行政鎮區。

## 地方資料
根據2010年美國人口普查的數據，克雷格鎮區的面積為102.50平方千米，當中陸地面積為101.70平方千米，而水域面積為0.80平方千米。當地共有人口900人，而人口密度為每平方千米8.78人。